# Burgoynes Cove (local service district)
Burgoynes Cove is een local service district en designated place in de Canadese provincie Newfoundland en Labrador. Het bevindt zich aan de oostkust van het eiland Newfoundland.

## Geografie
Burgoynes Cove heeft een oppervlakte van 12,30 km² en bestaat uit drie grotendeels met elkaar vergroeide plaatsen. Het betreft van west naar oost Clifton, New Burnt Cove en Burgoynes Cove. Alle drie deze plaatsen bevinden zich aan de noordelijke oever van Smith Sound, de zeearm die Newfoundland van Random Island scheidt.
Het local service district bevindt zich aan het einde van de van west naar oost lopende provinciale route 232. Het westelijkste dorp, Clifton, ligt op een rijafstand van 7,5 km van het dichtstbij gelegen buurdorp Waterville.

## Geschiedenis
Het local service district werd opgericht in het jaar 1989, waardoor de drie plaatsen voor het eerst een beperkte vorm van lokaal bestuur kregen. Het werd vernoemd naar Burgoynes Cove, dat de hoofdplaats van de bewoningskern is.

## Demografie
Demografisch gezien is de designated place Burgoynes Cove, net zoals de meeste kleine plaatsen op Newfoundland, aan het krimpen. Tussen 1991 en 2021 daalde de bevolkingsomvang van 254 naar 114. Dat komt neer op een daling van 140 inwoners (-55,1%) in 30 jaar tijd.
| Demografische ontwikkeling van Burgoynes Cove tussen 1991 en 2021 |
| ----------------------------------------------------------------- |
|                                                                   |
| Bron: Statistics Canada (1991–1996, 2001–2006, 2011–2016, 2021)   |